# 城里町
城里町（日语：／ Shirosato machi */?）是位于日本茨城縣西北部的行政區劃。
其于2005年2月1日常北町、桂村、七會村合併而成。

## 外部連結
- （日語） 城里鄉里訊息的Facebook專頁